# Бициклистички класици
Класичне бициклистичке трке су најпрестижније једнодневне трке професионалног друмског бициклизма у календару Светске бициклистичке федерације. Већина ових трка се вози у западној Европи и имају фиксирано време одржавања већ дуги низ година. Најстарије једнодневне бициклистичке трке, које су се по први пут одржале крајем 19. или почетком 20. века, а која се и дан данас одржавају називају се „монументалне класичне бициклистичке трке“. У ове споменике бициклизма убраја се пет класичнх бициклистичких трка:
- Милано—Санремо (итал. La classica di Primavera)
- Трка око Фландрије (хол. Ronde van Vlaanderen)
- Париз—Рубе (фр. Paris—Roubaix)
- Трка Лијеж—Бастоњ—Лијеж (фр. Liège—Bastogne—Liège)
- Ђиро ди Ломбардија (итал. Giro di Lombardia)

У сезонама 2005-2007, класици су били саставни део УЦИ Про тура који води организација УЦИ. Ова серија трка је тада укључивала велики број етапних трка као и три трке великог тура: Тур де Франс, Ђиро д'Италија и Вуелта а Еспања, као и трке: Париз—Ница, критериј ду Дауфин Либре (фр. Critérium du Dauphiné Libéré) и друге не класичне једнодневне бициклистичке трке. Од 2007. године УЦИ Про тур је замењен УЦИ светским купом у друмском бициклизму који саржи само једнодневне трке. Други класици и све три трке великог тура нису више део Про Тура од сезоне 2008. због сукоба између организација УЦИ и АСО која је организатор Тур де Франса и неколико других важнијих трка.

## Списак победника споменика бициклизма
У табели су наведени победници пет монументалних класика од 1990. године.
| Година | Милано—Санремо      | Трка око Фландрије | Париз—Рубе         | Трка Лијеж—Бастоњ—Лијеж | Ђиро ди Ломбардија |
| ------ | ------------------- | ------------------ | ------------------ | ----------------------- | ------------------ |
| 2009   | Марк Кевендиш       | Стајн Деволдер     | Том Бонен          | Енди Шлек               | Филипе Жилбер      |
| 2008   | Фабијан Канчелара   | Стајн Деволдер     | Том Бонен          | Алехандро Велверде      | Дамијано Кунего    |
| 2007   | Оскар Фреире        | Алесандро Балан    | Стјуарт О'Грејди   | Данило ди Лука          | Дамијано Кунего    |
| 2006   | Филипо Поцато       | Том Бонен          | Фабијан Канчелара  | Алехандро Велверде      | Паоло Бетини       |
| 2005   | Алесандро Петаки    | Том Бонен          | Том Бонен          | Александар Винокуров    | Паоло Бетини       |
| 2004   | Оскар Фреире        | Штефен Веземан     | Магнус Бекстет     | Давиде Ребелин          | Дамијано Кунего    |
| 2003   | Паоло Бетини        | Петер ван Петегем  | Петер ван Петегем  | Тајлер Хамилтон         | Микеле Бартоли     |
| 2002   | Марио Чиполини      | Андреа Тафи        | Јохан Мусеув       | Паоло Бетини            | Микеле Бартоли     |
| 2001   | Ерик Забел          | Ђанлука Бортолами  | Сервајс Кнавен     | Оскар Каменцинд         | Данило ди Лука     |
| 2000   | Ерик Забел          | Андреј Чмил        | Јохан Мусеув       | Паоло Бетини            | Рајмондас Румсас   |
| 1999   | Андреј Чмил         | Петер ван Петегем  | Андреа Тафи        | Франк Ванденбрауке      | Мирко Челестино    |
| 1998   | Ерик Забел          | Јохан Мусеув       | Франко Балерини    | Микеле Бартоли          | Оскар Каменцинд    |
| 1997   | Ерик Забел          | Ролф Серенсен      | Фредерик Гидон     | Микеле Бартоли          | Лоран Жалабер      |
| 1996   | Габријеле Коломбо   | Микеле Бартоли     | Јохан Мусеув       | Паскал Ришар            | Андреа Тафи        |
| 1995   | Лоран Жалабер       | Јохан Мусеув       | Франко Балерини    | Мауро Ђанети            | Ђани Фарезин       |
| 1994   | Ђорђо Фурлан        | Ђани Буњо          | Андреј Чмил        | Јевгениј Берзин         | Вјачеслав Бобрик   |
| 1993   | Маурицио Фондријест | Јохан Мусеув       | Жилбер Дикло-Ласал | Ролф Серенсен           | Паскал Ришар       |
| 1992   | Шон Кели            | Жаки Диран         | Жилбер Дикло-Ласал | Дирк де Волф            | Тони Ромингер      |
| 1991   | Клаудио Кјапучи     | Едвиг ван Хојдонк  | Марк Мадио         | Морено Арђентин         | Шон Кели           |
| 1990   | Ђани Буњо           | Морено Арђентин    | Еди Планкерт       | Ерик Ван Ланкер         | Жил Делион         |

### Статистика
| Бициклиста           | број победа |
| Еди Меркс            | 19          |
| Рогер Де Вламинк     | 11          |
| Константе Ђирарденго | 9           |
| Фаусто Копи          | 9           |
| Шон Кели             | 9           |
| Рик ван Лој          | 8           |
| Ђино Бартали         | 7           |
| Анри Пелисје         | 6           |
| Алфредо Бинда        | 6           |
| Алфред де Бројн      | 6           |
| Франческо Мозер      | 6           |